# Pałac w Kochlicach
Pałac w Kochlicach –   zabytkowy pałac w Kochlicach, wsi w Polsce, w województwie dolnośląskim, w powiecie legnickim, w gminie Miłkowice.

## Historia
Obiekt wybudowany w XIX w. nie istnieje, zachowane są jedynie sklepione piwnice. Jest on częścią zespołu pałacowego, w skład którego wchodzi jeszcze park, którego układ nie jest czytelny. Jedną z prowadzących przez park dróg utwardzono i połączono nią północną i południową część wsi. W parku liczne samosiewy, część starodrzewu usunięto. Zachowane są dwie groble obsadzone starodrzewem, usytuowane na wschód od całego założenia; pawilon ogrodowy.